# Рэй (буква)
Рэй (𐍠, коми рэй, также рей или реи) — семнадцатая буква древнепермского алфавита, использовавшегося для записи языка коми и в качестве тайнописи старорусского языка.

## Использование
Буква 𐍠 обозначала звук [r], что соответствует кириллической букве Р р в алфавите Молодцова и современном алфавите. В русских тайнописных текстах также соответствует кириллической р.
Также использовалась для обозначения числа 80 (иногда в сочетании с титлом, аналогично кириллической системе счисления).

## Название
В различных списках встречаются варианты названий реи и рей. В. И. Лыткин полагает, что первоначальным названием буквы было рэй.  Слово рэй в языке коми не имеет значения.

## Начертание
Происхождение буквы, предположительно, связано с русской буквой р и, через неё, с греческой буквой ρ, или же с пасами.

## Кодировка
Буква была закодирована в блоке Юникода «Древнепермское письмо» (англ. Old Permic) в версии 7.0, вышедшей 16 июня 2014 года, под кодом U+10360.